# Massen-Niederlausitz
Massen-Niederlausitz (dolnołuż. Mašow) – gmina w Niemczech w kraju związkowym Brandenburgia, w powiecie Elbe-Elster, siedziba urzędu Kleine Elster (Niederlausitz).